# Das Buch ohne Namen
Das Buch ohne Namen (engl. Originaltitel: The Book with No Name) ist der Roman eines bisher unbekannten Autors und erschien 2009 im Lübbe-Verlag.
Das Buch erschien ursprünglich im Selbstverlag und fand seine Leser zuerst übers Internet, bis es dann in einer deutschen Übersetzung 2009 einen vorderen Platz auf der Spiegel-Bestsellerliste erreichte.
Über den Autor ist zurzeit nichts bekannt. Das Buch ist der erste Teil einer Serie, die im Englischen unter dem Titel Bourbon Kid bekannt ist.
Die Fortsetzung, Das Buch ohne Staben (engl. Originaltitel: The Eye of the Moon), erschien in der deutschen Übersetzung im September 2010.
Der dritte Teil der Reihe, Das Buch ohne Gnade (engl. Originaltitel: The Devil’s Graveyard), erschien in der deutschen Übersetzung im Juni 2011.
Der vierte Teil, Das Buch des Todes (engl. Originaltitel: The Book of Death), erschien in der deutschen Übersetzung im Juli 2013.
Der fünfte Teil, Psycho Killer (engl. Originaltitel: The Red Mohawk), erschien in der deutschen Übersetzung im Jänner 2015. 1. Teil der „Roter Irokese“-Reihe.
Der sechste Teil, Sanchez – Eine Weihnachtsgeschichte (engl. Originaltitel: Sanchez: A Christmas Carol), erschien in der deutschen Übersetzung im November 2015, aber leider nur als E-Book.
Der siebente Teil, Drei Killer für ein Halleluja (engl. Originaltitel: The Plot to Kill the Pope), erschien in der deutschen Übersetzung im Mai 2018. 2. Teil „Roter Irokese“-Reihe.
Der achte Teil, Unser täglich Blut (engl. Originaltitel: The Day it Rained Blood), erschien in der deutschen Übersetzung im November 2019. 3. Teil der „Roter Irokese“-Reihe.
Der neunte Teil (engl. Originaltitel: The Greatest Trick the Devil Ever Pulled), ist bisher nicht in deutscher Übersetzung erschienen.
Die Teile 10 Showdown with the Devil und 11 Killing The Elite erschienen 2021 und 2023 bei Black Shadow Press und bisher nicht in deutscher Übersetzung.
Die Bücher des Autors sind außerdem auch als digitale Ausgabe im Bastei Lübbe Verlag erhältlich.

## Inhalt
Die Geschichte des Buches spielt in der fiktiven Stadt Santa Mondega, die von zwielichtigen Gestalten beherrscht wird, und oftmals in der Tapioca Bar, in der das Rauchen Pflicht ist. Eine Sonnenfinsternis steht bevor, und es gibt einen blauen Stein, der seinem Besitzer Macht verleiht und eine ewige Dunkelheit schaffen wird. Polizei, Kopfgeldjäger, Untote und Mönche machen sich auf die blutige Suche nach diesem Stein.
Protagonist des Romans ist der Detektiv Miles Jensen, Chief Detective of Supernatural Investigations, der sich in der Stadt auf die Jagd nach einem Serienmörder begibt.